# 女娲
女媧又稱女媧氏，另稱媧皇、女希氏，俗稱女媧娘娘。原為中國傳說時代中的上古氏族首領，後成為中國神話中的人類始祖。根據東漢文獻記載，女媧人首蛇身（龍身）。傳說女媧的功績有摶土造人、煉石補天、殺黑龍濟冀州、斷巨鰲立四極、積蘆灰止洪水、發明笙簧和創設婚姻等。天穹如傘，女媧善於補天，因此女媧亦成為中國雨傘和繡補業者所祀奉的職業神。除了位于山西省臨汾市洪洞縣的媧皇陵、數千年來一直享受歷朝歷代皇帝尊奉、祭祀的國家級神廟媧皇廟外，山西其他各地也均見女媧信仰文化。
根據《道藏》記載，女媧是上古女神而曾為帝者。是上古諸神之一，成為後世民間信仰中的神祇，在道教中有不少人供奉。道號為“玄元洞府煉石補天媧皇上聖元君”。截至2014年7月中華民國內政部宗教系統總計，臺閩地區寺廟中共有七間主祭寺廟（其它配祀廟宇不載），亦是臺灣民間信仰的重要神靈。
有信徒相信「九天玄女」與女媧為同一神祇的化身。另外又有「地母娘娘」、「驪山老母」等都是女媧化身的說法，惟這些說法在歷史經典及《道藏》中並無相關考證記載。

## 传说事跡

### 称谓源流
女娲氏为上古氏族。《说文解字》释“娲”字为女娲之称谓，段玉裁注「媧」与「化」疊韵，表示“女娲”的词源和得名本身即与“化育”的功能相联系。
传说女娲和伏羲均为风姓。
《陔餘叢考》引《三皇本紀》记载：“女媧氏亦風姓，有神聖之德，代宓犧立，號曰女希氏，以木德王。是女媧，古帝王之聖者，古無文字，但以音呼，後人因音而傅以字，適得此「女媧」二字，初非以其為婦人而加此號也。”
郑康成根据《春秋纬》注《礼记》云：“女娲，三皇承伏羲者。”认为女娲是三皇之一。司马贞在《补史记·三皇本纪》中也认为女娲是三皇之一。但三皇五帝向来说法不一，如《尚书大传》、《帝王世纪》等均将女娲排除在三皇之外。

### 血缘关系
女娲與伏羲為兄妹關係，母亲是華胥氏。古籍多提到華胥氏因为在雷泽踩了大脚印而在成纪生下伏羲。古华胥国在今陕西省西安市附近的蓝田县华胥镇，有华胥沟、女娲谷、炼石台等相关地名遗存。
《通志》引《春秋世譜》记载：
華胥生男子為伏羲，女子為女媧，故世言女媧伏羲之妹，風姓，人首蛇身，乘伏羲制度，作笙簧。張雲幕，枚占神明，能變化萬物。
往古之時，四極廢，九州裂，天不兼覆，地不周載，火爁炎而不滅，水浩洋而不息，猛獸食精民，鷙鳥攫老弱。女媧鍊五色石以補蒼天，斷鼇足以立四極，殺黑龍以濟冀川，積蘆灰以止淫水。天不足西北，故日月移焉；地不足東南，故百川注焉。蒼天神四極正，淫水涸，冀川平，狡蟲死，精民生。
女媧之後有大庭氏，有柏皇氏，有中央氏，有栗陸氏，有驪連氏，有赫胥氏，有尊盧氏，有混沌氏，有昊英氏，有朱襄氏，有葛天氏，有陰康氏，有無懷氏。據女媧氏，天子也。自大庭氏之後十三氏皆臣於伏羲，諸家以為天子。臣每疑此在伏羲時為諸侯，如夏、商、周在唐虞之世也。不然當伏羲之世分九牧而理天下，各君一方以效其治，後世之訛以為相繼為天子也。或言朱襄之時多風而陽氣蓄積，萬物解散，果實不實，士達作五弦瑟以來，陰氣以定群生。
葛天氏之時民俗熙熙，其作樂也，三人摻牛尾，投足以歌。八闋：一曰載民，二曰無鳥，三曰遂草木，四曰奮五穀，五曰謹天常，六曰達帝功，七曰依地德，八曰總萬物之極。或言自伏羲至無懷，千二百六十年。自女媧至無懷，凡十五君，襲庖羲之號千一百五十年。
元·黃公紹《欽定四庫全書》〈古今韻會舉要卷四〉記載：「娲，公蛙切，音與「乖」同。《說文》：‘古之神聖女，化萬物者也’，或云伏羲之妹。」
元·俞琰《席上腐談》記載：「女媧氏，繼伏羲氏之王天下，後世以女媧為古聖女，乃伏羲之妹，颛顼之母，豈其然乎？」
女娲与伏羲结合，为最早的婚姻。唐代卢仝在《与马异结交》诗中写道：“……女媧本是伏羲妇，恐天怒，擣鍊五色石，引日月之针，五星之缕把天补。补了三日不肯归婿家，走向日中放老鸦。月里栽桂养虾蟆，天公发怒化龙蛇。”
明代大乘天真圓頓教經卷《古佛天真考證龍華寶經》卷一〈古佛乾坤品第二〉記載：“無生為母，所產陰陽，本無名相，起名叫做女媧、伏羲，乃是人能之祖。有無極天真古佛，在太皇天都斗宮中坐定，請無生老母，同來商議，命女媧伏羲，叫伏羲命男女成婚，無人作保，令金公黃婆會他作媒。”、“無生母，產陰陽，先天有孕；產先天，懷聖胎，變化無窮；生一陰，生一陽，嬰兒姹女；起奶名，叫伏羲，女媧真身。”以及“無生老母生二子，伏羲女媧始人倫。”

### 氏族首领
女娲氏最早以上古氏族首領的形象出现在古籍中。唐代司马贞在《三皇本纪》中认为，在伏羲氏之后经历了数个世代，女娲氏便取代伏羲氏成为了氏族联盟的首领。女娲氏和伏羲氏均为风姓，表明这两个氏族有共同的母系祖先。
在女娲氏之后成为氏族联盟首领的是大庭氏。另一说为神农氏。

### 抟土造人
作为中国神话中的人类始祖，女娲用黄土創造人类。但在早期的典籍中，只提及女娲造人而并未提到使用泥土。《淮南子》认为，女娲造人时，其他神灵都来帮忙。黄帝帮助人生出阴阳，上駢帮助人生出耳目，桑林帮助人生出臂手。在他们的帮助下，女娲经过了七十次的尝试和改变，最终创造了人类。
较晚时候才出现女娲抟土造人的记载。《太平御览》引《风俗通义》说，女娲用黄土塑造人，但因工作繁重而力有未逮，于是用粗绳在泥潭中抽打，溅起的泥点就成了无数人类。那些用黃土捏成的成为富貴人家，泥點化成的就成了平凡人。

### 开创婚姻

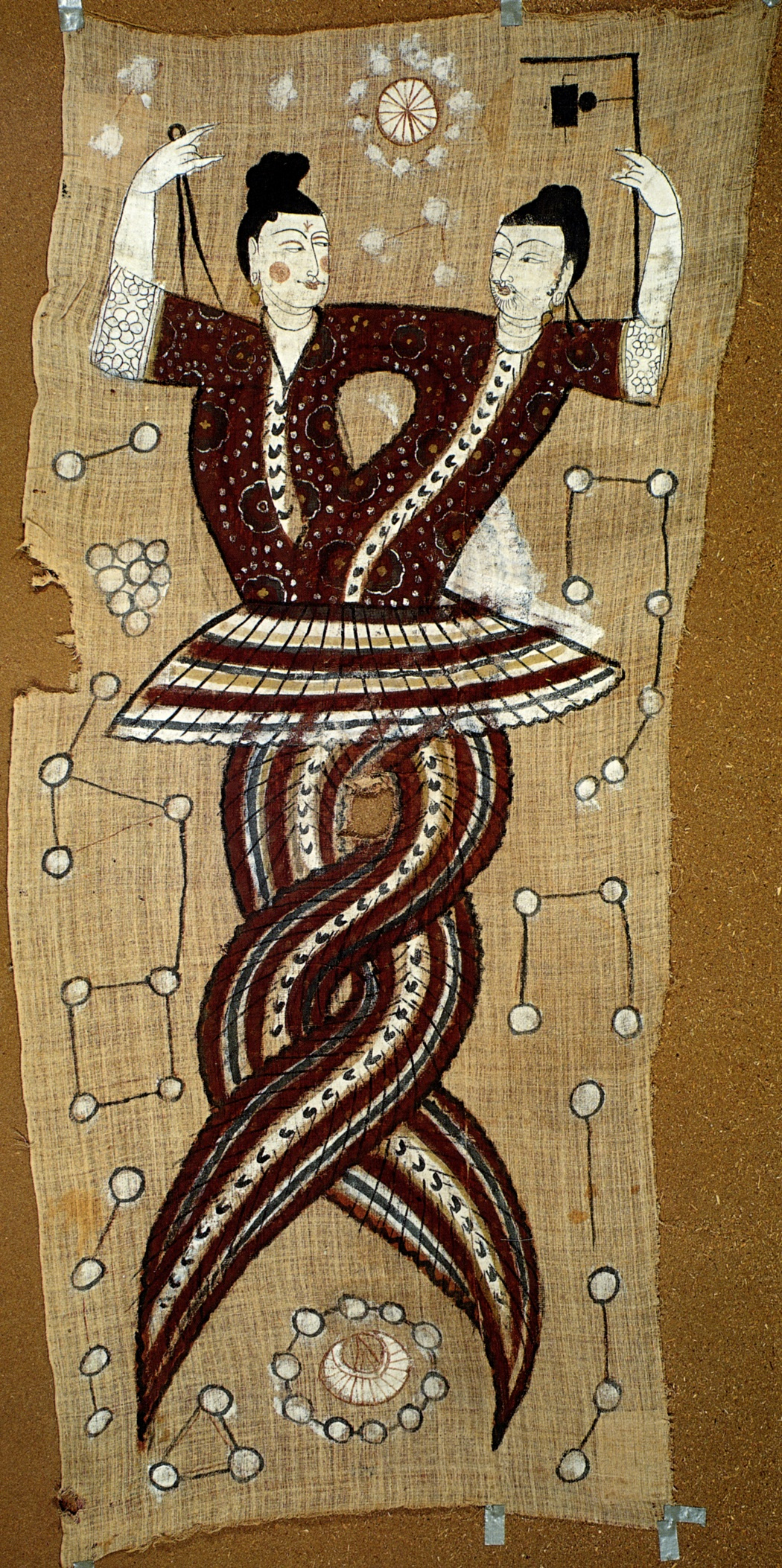
新疆岀土的唐代人首蛇身女媧伏羲圖。其中女娲持规，伏羲持矩。

女娲造人的传说根源，来自于女娲作为婚姻之神的身份。这一形象的建立正因为女娲创立了婚姻制度。《路史》认为女娲规定了以姓氏来安排婚姻，姓标志着母系血缘，女娲与伏羲为兄妹成婚，即同姓。但在此之后，婚姻即规定同姓不婚。
因为婚姻是人类社会的基本伦理，所以汉代以来常描绘女娲伏羲手执圆规和矩尺，象征婚姻规矩。

### 制造乐器
女娲创造了笙簧。笙是将竹管插在葫芦内制成，即类似今日之葫芦丝。簧就是笙管中的簧片。闻一多在《伏羲考》中认为伏羲和盘古都和葫芦有关，因此女娲用葫芦和竹管造笙的传说，也与其兄长伏羲相联系。
后人又以“笙”为“生”之意，象征女娲生人。

### 炼石补天
根据《三皇本纪》记载，水神共工与火神祝融交战。共工被祝融打败，用头去撞西方的世界支柱不周山，导致天塌陷，天河之水注入人间。女娲不忍人类受灾，于是炼五色石补好天空，折神鳖之足撑四极，平洪水杀猛兽，人类始得以安居。
《论衡》记载：
俗圖畫女媧之象為婦人之形，又其號曰「女」。仲舒之意，殆謂女媧古婦人帝王者也。男陽而女陰，陰氣為害，故祭女媧求福佑也。傳又言：共工與顓頊爭為天子，不勝，怒而觸不周之山，使天柱折，地維絕。女媧消煉五色石以補蒼天，斷鰲之足以立四極。仲舒之祭女媧，殆見此傳也。本有補蒼天、立四極之神，天氣不和，陽道不勝，儻女媧以精神助聖王止雨湛乎！
也有其他说法。《路史》称共工氏在太昊氏（伏羲氏）之后作乱，导致洪水为患。女娲氏与共工氏战斗，战胜了共工氏，于是天地平复。
唐末五代道士陶植所撰的《陶真人內丹賦》記載：“故聖人理金鎮玉，鍊石補天，體用玄黃，要崇日月。”
唐張說《延州豆盧使君萬泉縣主薛氏神道碑》記載：“大聖天后，煉石補天，有王母之神器。”
清趙翼《陔餘叢考》卷十九記載：“謂女媧煉五色石以補天，語極荒幻，宜乎王充非之也。然充徒以為天非玉石之類，豈石所能補；且女媧雖長，豈能及天，不能及天，又安有階級可上？五金有青黃赤白黑五色，而皆生於石中。草昧初開，莫能識別，女媧氏始識之，而以火鍛煉而出。”
女媧炼石补天之日稱為天穿日，眾說紛紜，也有人說女媧補天，由正月二十日到正月廿三日，補了三日才補成。盧仝稱：「引日月之針，五星之縷把天補。補了三日不肯歸婿家。」明代楊慎《詞品》云：「宋以前，正月二十三日為天穿日，言女媧氏以是日補天，俗以煎餅置屋上，名曰補天穿，今其俗廢久。」宋代以後，幾乎都在正月二十日。
女娲补天這個著名的神話亦影響後世的著書創作。《红楼梦》的第一回即引用这个神話，女娲为了补天，炼了三万六千五百零一块石头，用了三万六千五百块，剩下了一块未用，轉世化身為賈寶玉的通靈寶玉。

## 身份

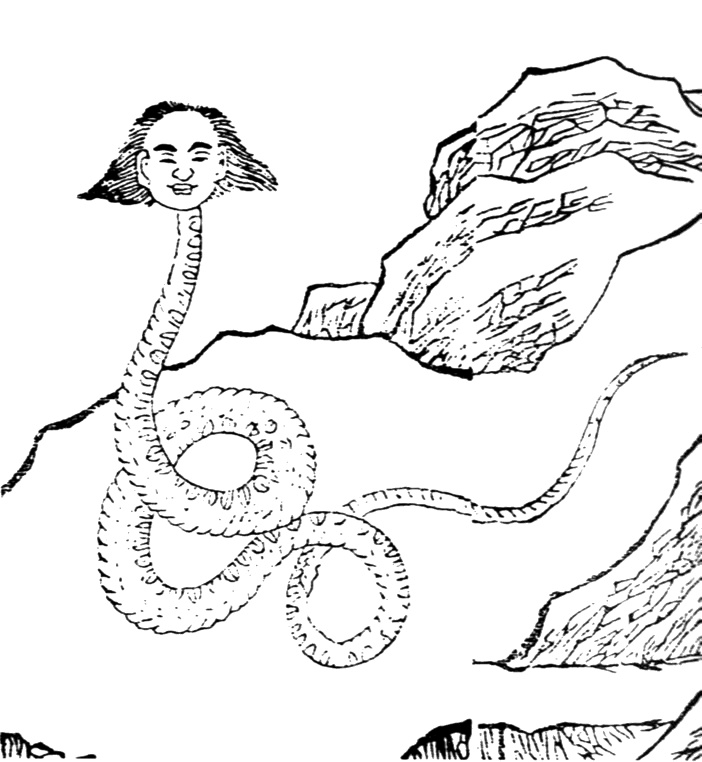
《山海经图绘全像》中的女娲插图

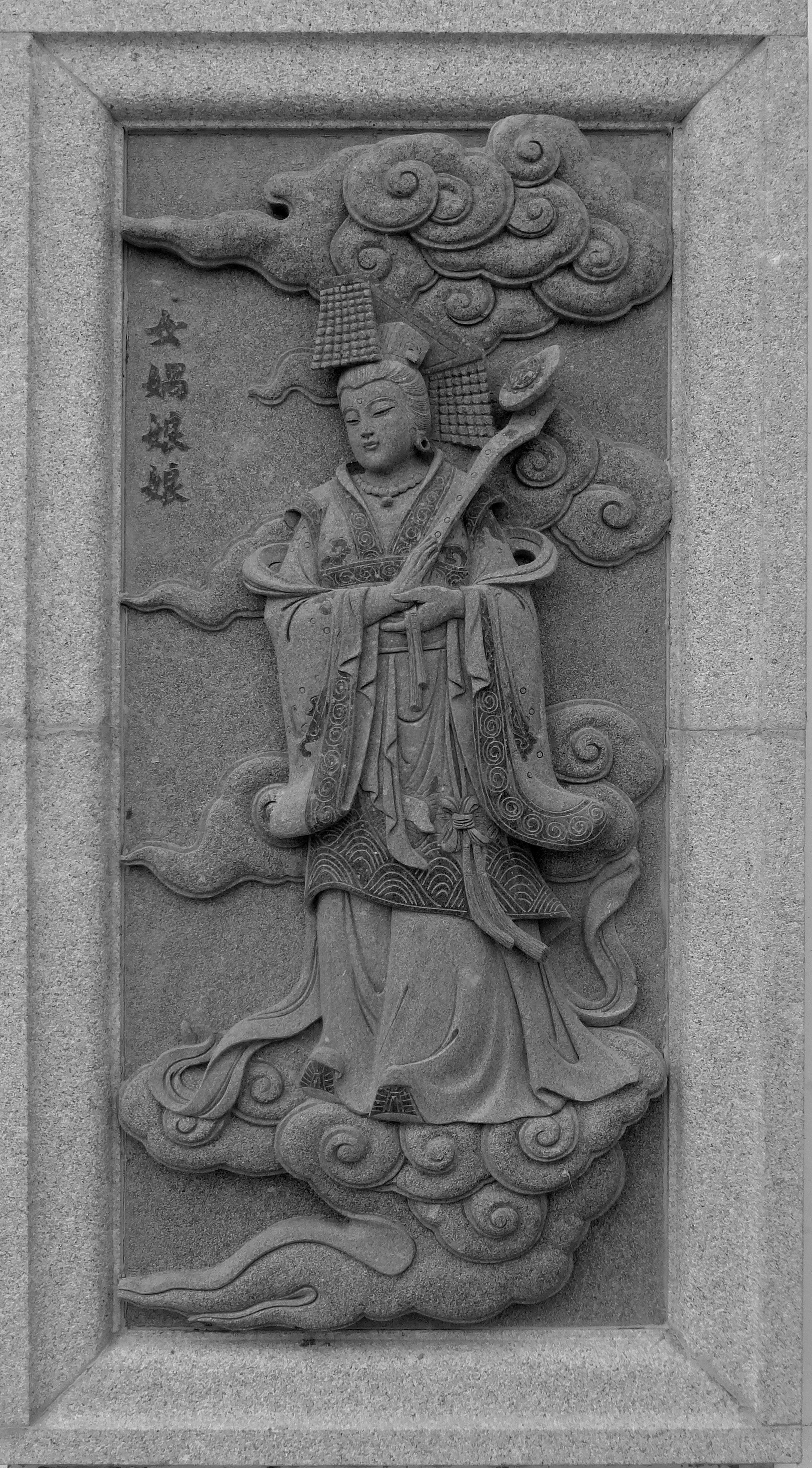
女娲娘娘的浮雕像（马来西亚霹雳州平仙寺）

### 上古諸神說
根據上述傳說，女媧乃上古三皇之一、伏羲之妹，用黃土製造出了人類，又曾煉石補天，平洪水滅猛獸，置婚姻定人倫，創笙簧，故中華民族皆視其為始祖女神，也在中國道教與民間信仰之中有相當崇高之地位。
根据《山海经》，女娲死后，她的肠化作了十個神人。

### 九天玄女說
台灣民間傳言女媧乃「九天玄女」或九天玄女分身，不過《補史記》、《大荒西經》與《景船齋雜錄》記載的女媧傳說皆與九天玄女不相關。兩者雖皆載於《山海經》，不過女媧的外觀為人首蛇身，玄女為人首鳥身，時空背景與目的皆不相同。
另台灣民間又傳九天玄女為「連理媽」，然玄女古籍無相關媒妁婚姻之載，古籍多記玄女傳兵法、道術為主。女媧古籍則有關於媒妁婚姻之載，並將女媧奉為神媒，故台灣道教總廟三清宮考究相關道藏特別註記九天玄女與女媧並非同一神仙。
而在道教典籍《媧皇渡人九品真經》中所記載的寶誥和九天玄女有幾分相似之處。
道法流傳。玄光普照。
煉石補天全仁義。修心養性運陰陽。
大彌宇宙。細攝毫釐。
開萬世之道統。掌三期之法會。
德遍九天。威靈赫濯。
恩同十極。慈願宏施。
運天地之造化。法輪大轉。
培日月之光輝。慧力廣開。
普度原人。齊歸正覺。
提攜佛子。共出迷津。
大慈大悲至德至靈。玄元洞府。鍊石補天。媧皇元君。

### 地母娘娘說
民間誤傳說女媧娘娘即為后土，俗稱「地母娘娘」，為道教四御之一，主掌陰陽、生育，是四御中唯一的女性神。「后土」中的「后」是君主的意思，而后土就是管理土地的君主。在民間會將女媧與地母混為一談多半是由台灣地區流傳的《地母經》之說，然此經是由飛鸞傳經而成（飛鸞，亦稱扶乩、扶鸞，依神靈附體托筆，於沙盤書寫上諭聖訓）。故而與一般上古文獻記載多有出入，僅依其中一句：「媧皇制人倫，乾坤合其德，兩儀妙生成，從此地母神」，而與女媧娘娘有所混談。況且《地母經》成書於清光緒年間，女媧傳說最早始於《山海經》、《楚辭·天問》等古籍，時空背景均有很大的差異。

### 驪山老母說
民間還有傳說驪山老母是煉石補天的女媧娘娘，然則驪山老母是驪山的山神，中國傳說中古代道教的神仙（默认为女）。姓氏與來歷不詳。依道教《驪山老母玄妙真經》記載老母乃斗姥所化，是上八洞古仙女中的第七柱，是上古時代的神仙。另依照焦生全〈驪山女媧與驪山老母考辨〉，女媧與驪山老母間的年代亦有所差距，女媧活躍年代距今約8000年左右，而驪山老母活躍年代於商朝周朝之間，距今約3000多年。又女媧之功德為為“煉五色石以補蒼天、斷鰲足以立四極、殺黑龍以濟冀州、積爐灰以止淫水”，摶土造人、置婚姻、制笙簧等；驪山老母則在《史記·秦本紀》中記載為“酈山女”，“保西垂”、“為天子” ，神話傳說為釋陰符、增麥飯等。故民間傳言女媧乃驪山老母一說甚有疑義。

## 古代文学作品中的女媧

### 女娲赞
魏·曹植《女娲赞》：古之國君，造簧作笙，禮物未就，軒轅纂成，或云二皇，人首蛇形，神化七十，何德之靈。

### 开辟演义
明·游《开辟演义》第十一回：却说女娲氏，系女身，乃伏羲氏之妹，同母所生，生而神灵，面如傅粉，齿白唇红，身长二丈五尺，幼极聪慧，长佐兄正婚姻媒的嫁娶之礼，以重万民，是为神媒，帝爱而敬之。伏羲氏崩，群臣推女娲氏即位，号为女皇，建都于中皇之山。

### 封神演义
山呼稱臣：「臣商容待罪宰相，執掌朝綱，有事不敢不奏。明日乃三月十五日，女媧娘娘聖誕之辰，請陛下駕臨女媧宮降香。」
王曰：「女媧有何功德，朕輕萬乘而往降香？」
商容奏曰：「女媧娘娘乃上古神女，生有聖德。那時共工氏頭觸不周山，天傾西北，地陷東南；女媧乃採五色石，煉之以補青天，故有功於百姓。黎庶立禋祀以報之。今朝歌祀此福神，則四時康泰，國祚綿長，風調雨順，災害潛消。此福國庇民之正神，陛下當往行香。」
在神魔小说《封神演义》中，讲述殷商纣王在女娲娘娘圣庙进香时，突然一阵狂风卷起了幔帐，现出了女娲娘娘的圣像，纣王见女娲容貌端丽、国色天姿，宛如蕊宫仙子临凡、月殿嫦娥下世，不由神魂飘荡，陡起淫心。便在殿内壁上题诗一首，表達愛慕之意，对女娲造成了大不敬。女娲回到殿内看到后便在盛怒之下命令轩辕坟三妖（其中千年狐狸精假扮成妲己）迷惑纣王，以使其荒廢朝綱，断送成汤六百年的基业，加速商朝的灭亡。

### 海上塵天影
清·鄒弢《海上塵天影》第一回：
上帝聞奏。顧問諸天神，有何方略？
當有九天玄女女媧娘娘出班俯伏金墀道：「臣女願承補天之役，考得西北天高寒，去中天極遠。今世界上自古及今，已死之癡男怨女，情意極濃，渺渺遊魂，無可位置。若假臣全權，在彼處造有情天一所，俾各魂修省其中，以成善果。彼等情意固結，摯愛彌綸。所補之天得真氣以膠牢，必可永遠不壞。」
上帝聞奏，便道：「卿所奏甚是，朕恐天體空虛補非容易，此去有何方略？」
女媧道：「該處有不週山，為共工所觸，山石高高下下苦不能平。臣女願將山頭觸下之石，選煉補天。此石與天空頗合，願吾主簡選一人同去，必能奏功。」
正言間只見萬花總主杜蘭香也俯伏金階，奏稱：「臣統領群芳，西天駐紮，殊覺不便，願與女媧同去補天。補成之後，即帶著一班花神，住在此處，願吾主允准。」

## 对女娲的祭祀

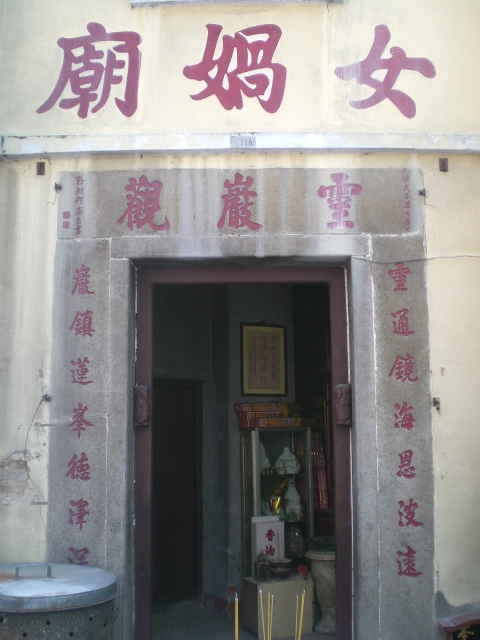
澳門女娲廟

### 古代
王充在《论衡》中引董仲舒的话说，若天久雨不晴，就祭女娲。表明从很早前起，就有了对女娲的祭祀。其原意是因为女娲是古代的女皇，属阴，而天久雨不晴也是阴象，所以祭祀女娲。
北宋《新定九域志》卷一说：孟州有“皇母山，又名女娲山，其上有祠，民旱水祷之。”
从唐肃宗时起，也将女娲作为婚姻之神祭拜。并认为是她创立婚姻的功绩，令她成为国君。
据记载女娲的陵墓在今山西芮城县西南的黄河岸边，秦汉以来受到“祀典”。著名的“风陵渡”因此而得名。王国维校：“《御览》引戴延之《西征记》云：‘伏羲、女娲，风姓也。此当是女娲之墓’。……《寰宇记》云：‘河东县三里风陵，是女娲之墓，秦汉以来俱系祀典’。”

### 祭典日
女媧的祭典日為人日、補天節與神誕。

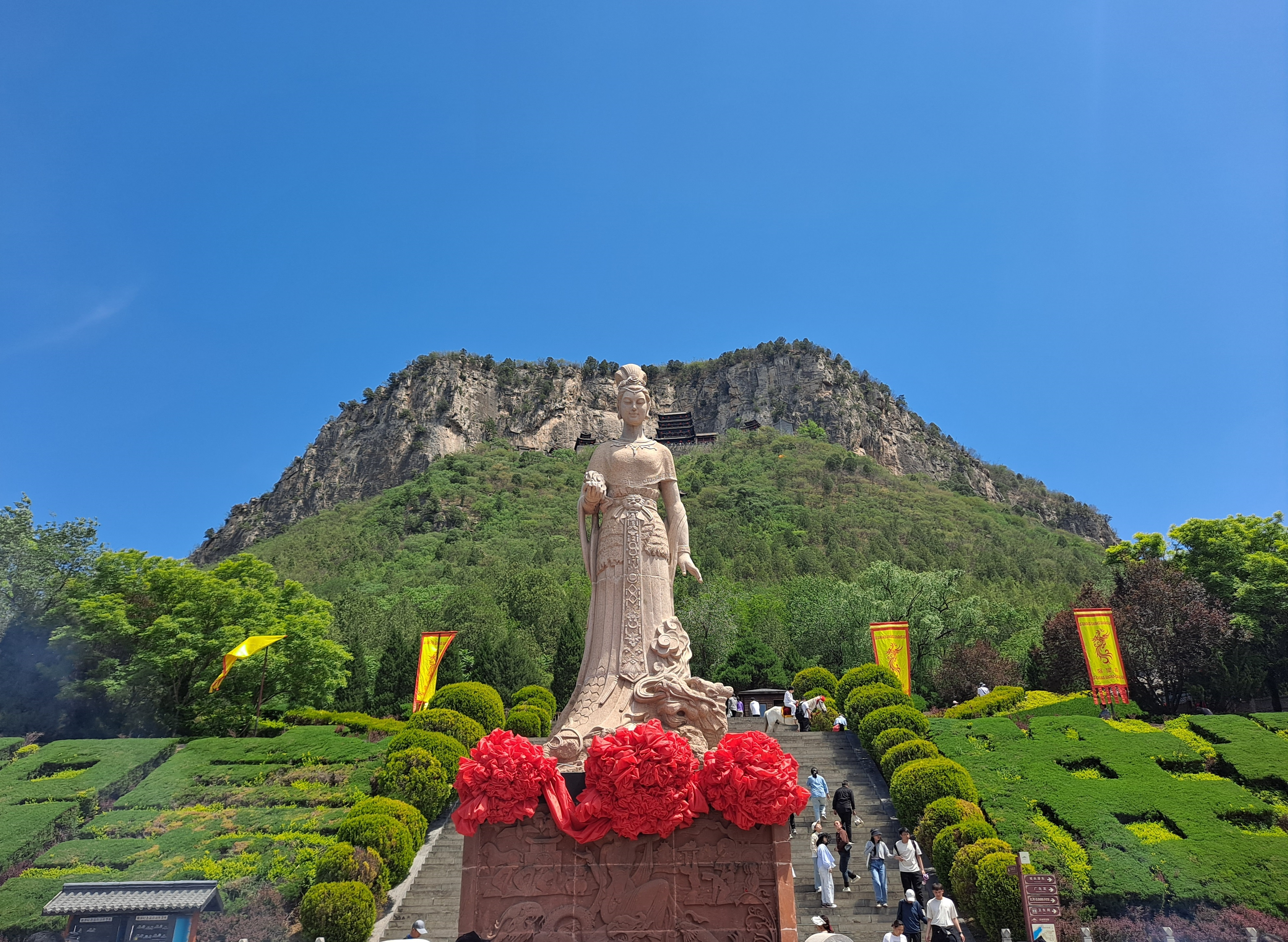
河北涉县娲皇宫

各地相傳女媧生日皆不同，如冬至、正月初一日、正月初七日、正月初十日、二月十五日、三月初三日、三月十五日、三月十八日、五月初五日、五月初九日、七月十八日、九月初五日、九月十五日、十月十八日、十一月初五日、十二月初八日等，說法繁多，目前以三月十八最流行。
位于河北涉县縣城西北12公里处中皇山上的娲皇宫，始建于北齐。每年舊曆三月十八日，是祭祀娲皇宫女媧圣母诞辰之日，從三月初一就開始廟會，直到十八日。

### 現代各地祭祀宮廟情形

#### 中國大陸
中國大陸祭祀女媧的著名廟宇之一為女媧陵，位於山西省臨汾市洪洞縣趙城鎮侯村，2004年6月10日成為山西省文物保護單位，是一座古建築。山西省吉縣人祖廟亦有女媧之祭祀、相關遺跡等報導。另經驪山中華女媧文化研究會和大陸各地專家學者論證，驪山頂峰“人祖廟”是始建於戰國時期的伏羲女媧祠。其他各地亦有零散之祭祀宮廟，例如澳門的女媧廟等。
祭日為正月初七人日、正月廿日補天節等。

#### 台灣
根據中華民國內政部登記資料，台灣主祀女媧娘娘廟宇截至2014年7月共有七間，分別是宜蘭縣大福補天宮、台南市灵山寺、雲林縣無極補天宮、基隆市護天宮、新北市板橋天秀宮、嘉義縣補天宮、嘉義縣保福宮、靈山寺女媧宮，其中以宜蘭縣補天宮建於道光八年（1828年）為最早。

#### 馬來西亞
大馬的女媧娘娘廟據說有3座，分別座落在森州、霹靂怡保和雪州加影(龍天宮) 。

#### 泰國
泰國曼谷也有祭祀女媧娘娘的女媧宮。

## 神像造型

### 中國大陸
中國大陸民間方面易將驪山老母與女媧娘娘混為一談，故而形像方面有老婦貌，較少年輕仙女貌。頭戴有旒冕冠，手多持拂塵或拐杖，亦有經書、金石、太極圖、金笏等法器。神像多為比人高的大型木雕或石刻，身旁多有護法之宮娥。另亦有石刻下半身蛇身之雕像，多屬露天石刻，通常多有女媧補天之意像。形像方面比較多變化。

### 台灣

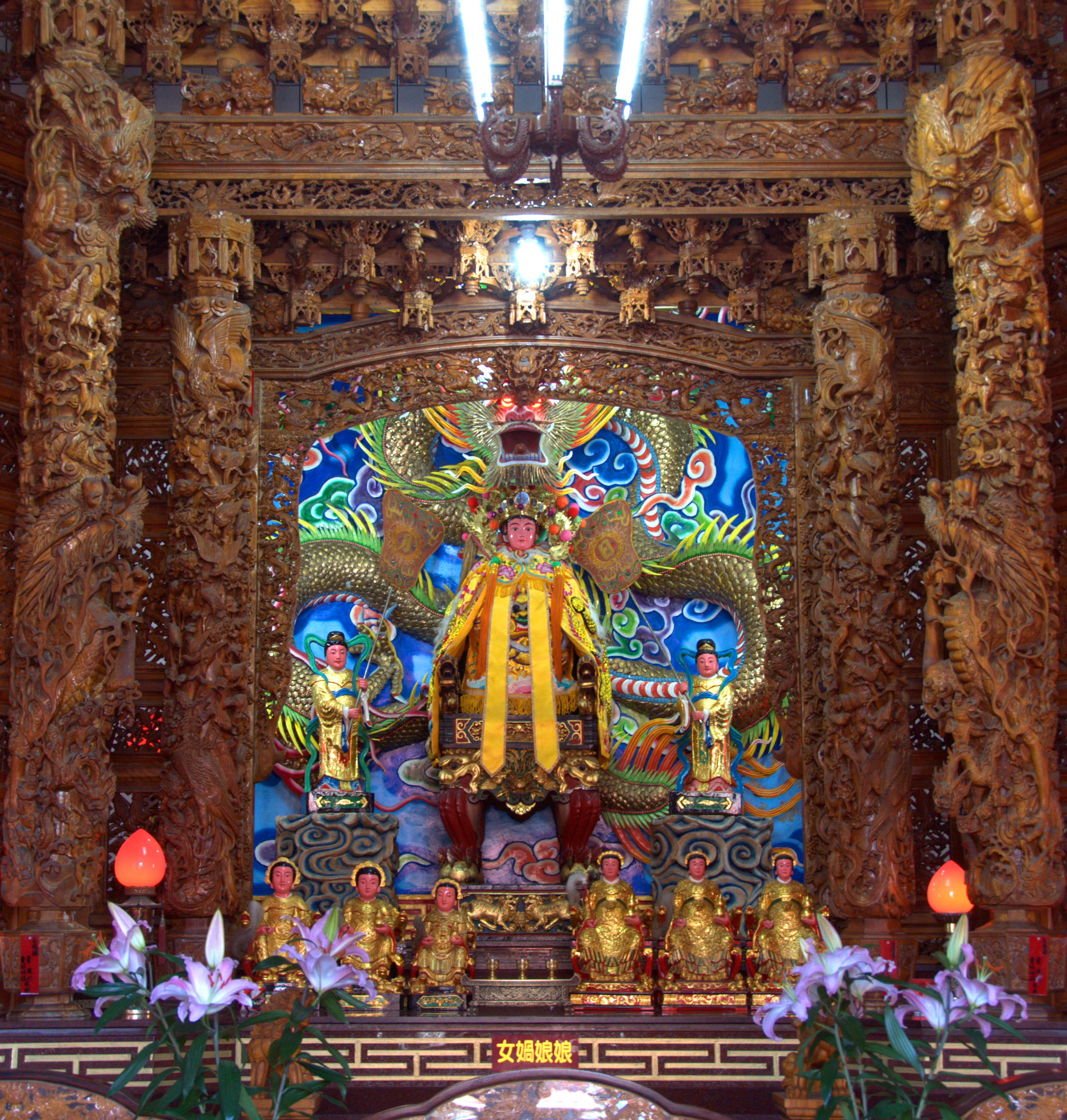
台灣宜蘭補天宮之女媧神像

台灣民間方面易將九天玄女或地母混為一談，故而形像方面常是中年女性貌，頭多戴單鳳或五鳳、九鳳冠，手多持拂塵或葫蘆，亦有持金石、太極圖等法器，身披黃鳳袍或黃龍袍。宮廟鎮殿神像多有護法宮娥，一般而言神像多是1尺3、1尺6、2尺2等，宮廟鎮殿神像才有3尺6以上高度。露天石刻補天意象在台灣僅於宜蘭縣補天宮香客大樓樓頂上才有。

## 各地女媧補天意象攝影集

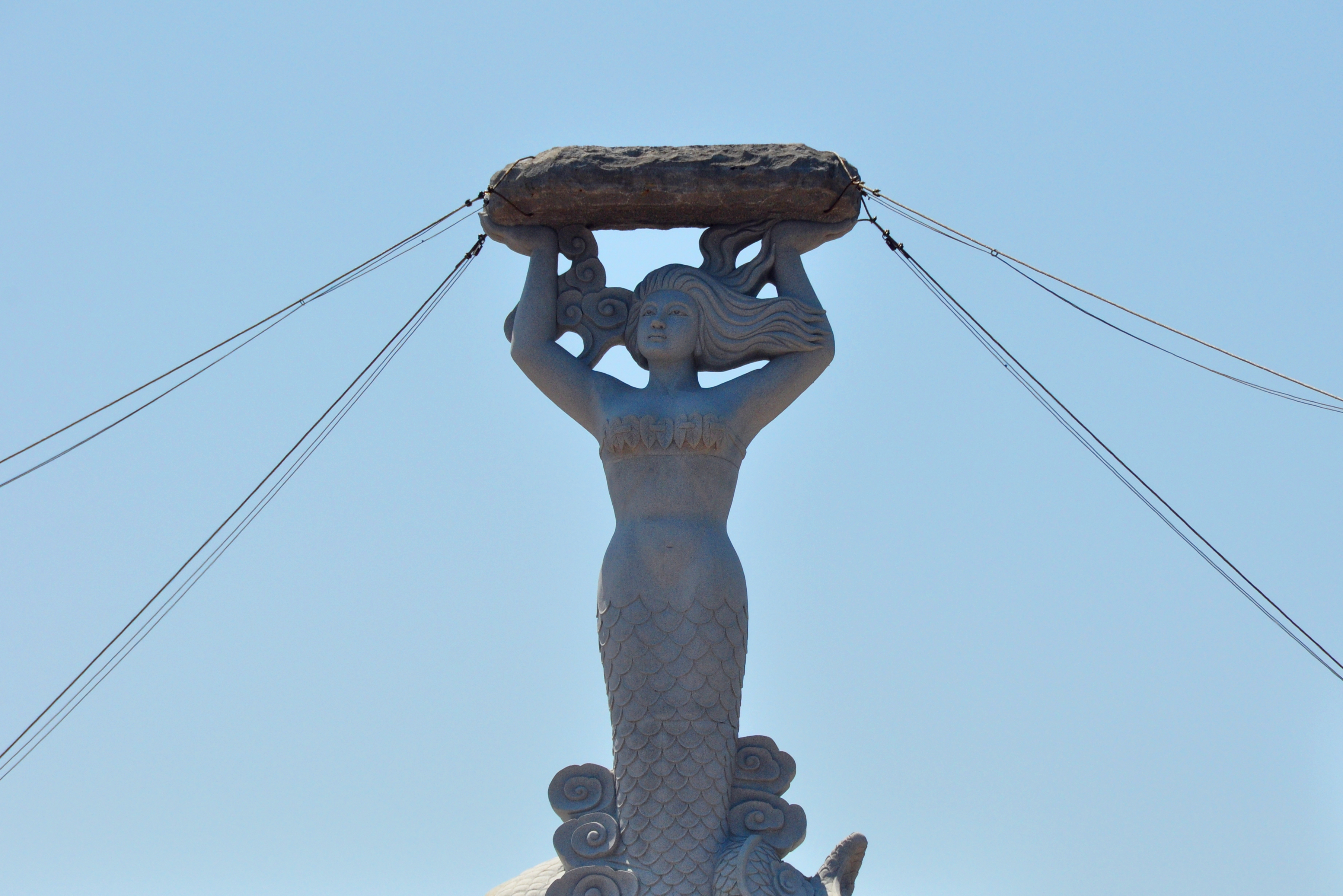
台灣宜蘭縣大福補天宮之女媧補天意象照
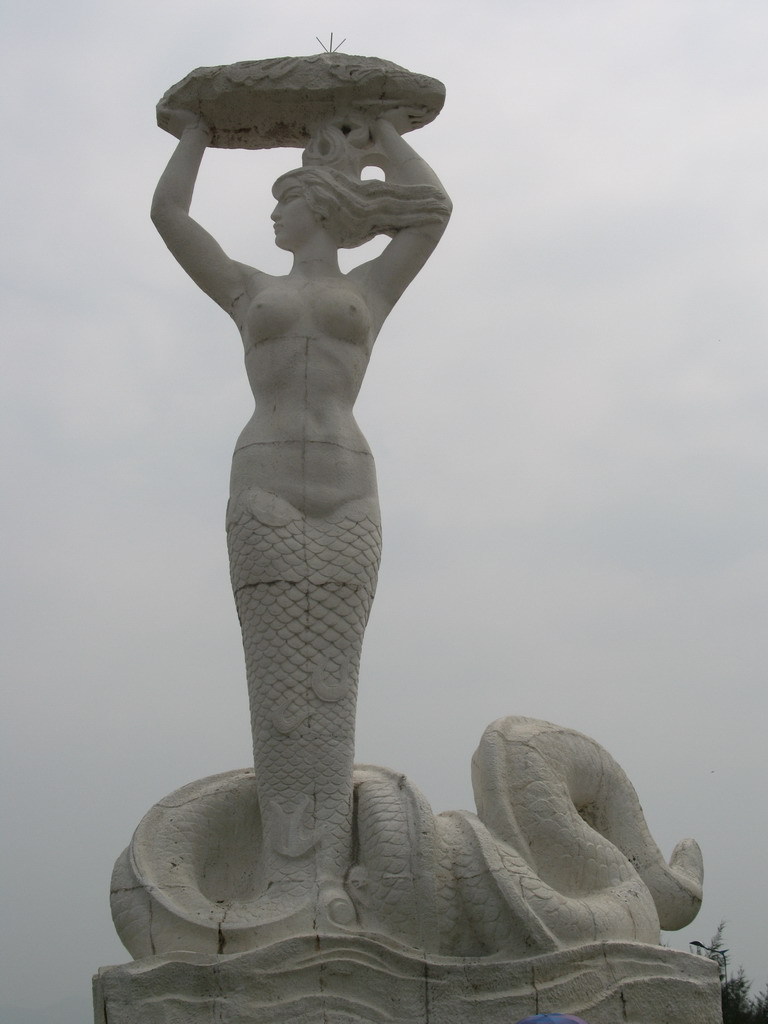
廣東省深圳市海上世界的女媧補天雕像

## 影視
- 1981年香港電視廣播有限公司 電視劇《封神榜》：梁小玲飾女媧
- 1986年台灣版電視劇-中國電視公司(華視) 電視劇《封神榜》：周丹薇飾女媧
- 1990年上海電視劇製作中心 電視劇《封神榜》：陳秀珠飾女媧
- 1998年 電視劇《天地爭霸美猴王》：吳美珩飾女媧
- 1999年 電視劇《蓮花童子哪吒》：何詠芳飾女媧
- 2000年香港版ATV電視劇《我和殭屍有個約會II》：黃卓玲飾女媧
- 2000年大陸版電視劇《伏羲女媧》：榮蓉飾女媧
- 2000年台灣版電視劇-中國電視公司《封神榜》：林秀琴飾女媧
- 2001年香港版TVB電視劇《封神榜》：蓋鳴輝飾女媧
- 2006年大陸版電視劇《封神榜之鳳鳴岐山》：謝潤飾女媧
- 2010年大陸版電視劇《女媧傳說之靈珠》：鄧英飾女媧
- 2010年大陸版電視劇《遠古的傳說》：刘佳飾女媧
- 2011年大陸版電視劇《終極封神》：李璐平飾女媧
- 2012年大陸版電視劇《軒轅劍之天之痕》：米雪飾女媧
- 2014年大陸版電視劇《封神英雄榜》：陳祉希飾女媧
- 2014年大陸版電影《西遊記之大鬧天宮》：張梓琳飾女媧
- 2016年大陸版電視劇《仙劍雲之凡》：李依曉飾女媧
- 待播 大陸版電視劇《夢回朝歌》：陳數飾女媧

## 动画
- 《女娲成长日记》，中国大陆网络动画剧，30集，2016年

## 遊戲
- 無雙大蛇系列，牧島有希配音
- 仙劍奇俠傳系列中的女媧族後裔：趙靈兒、林青兒、李憶如、紫萱與小蠻
- 軒轅劍參外傳 天之痕中于小雪的乃女媧石轉世，然而電視劇《軒轅劍之天之痕》改為女媧之女（古力娜扎飾）
- 九日，張乃文配音
- 真·女神轉生V，竹達彩奈配音